# Kanton Saugues
Saugues is een voormalig kanton van het Franse departement Haute-Loire. Het kanton maakte sinds januari 2007 deel uit van het arrondissement Brioude, daarvoor behoorde het tot het arrondissement Le Puy-en-Velay. Het werd opgeheven door het decreet van 17 februari 2014, met uitwerking op 22 maart 2015. Met uitzondering van het deel van de gemeente Alleyras, werden de gemeenten opgenomen in het nieuwe kanton Gorges de l'Allier-Gévaudan.

## Gemeenten
Het kanton Saugues omvatte de volgende gemeenten:
- Alleyras (deels)
- Chanaleilles
- Croisances
- Cubelles
- Esplantas
- Grèzes
- Monistrol-d'Allier
- Saint-Christophe-d'Allier
- Saint-Préjet-d'Allier
- Saint-Vénérand
- Saugues (hoofdplaats)
- Thoras
- Vazeilles-près-Saugues
- Venteuges